# Albufeira de Novosibirsk
(ru) Новосибирское водохранилище

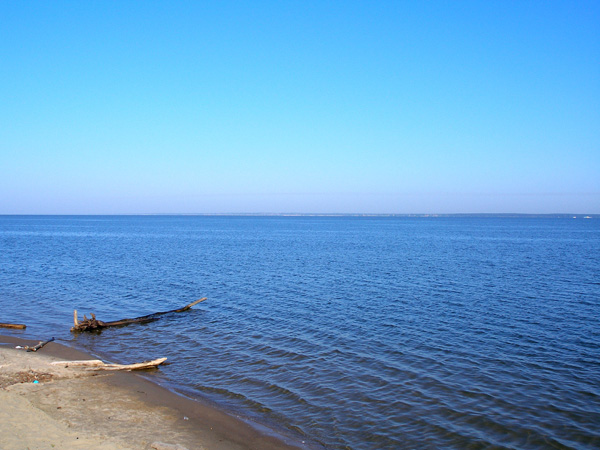
Vista do reservatório.

A albufeira de Novosibirsk ou albufeira de Novosibirskoye (em russo:  Новосиби́рское водохрани́лище), informalmente chamado de Mar Ob (Обско́е мо́ре)), é o maior lago artificial do Oblast de Novosibirsk e Krai de Altai, criado por uma barragem no Rio Ob perto de Novosibirsk. A barragem foi construída em 1956 para gerar energia hidrelétrica. O reservatório possui 160 km de comprimento e até 20 km de largura.
Durante o verão, o lago é um dos destinos mais populares para os moradores de Novosibirsk, com muitos iates e barcos espalhados pela superfície, e as praias repletas de gente.

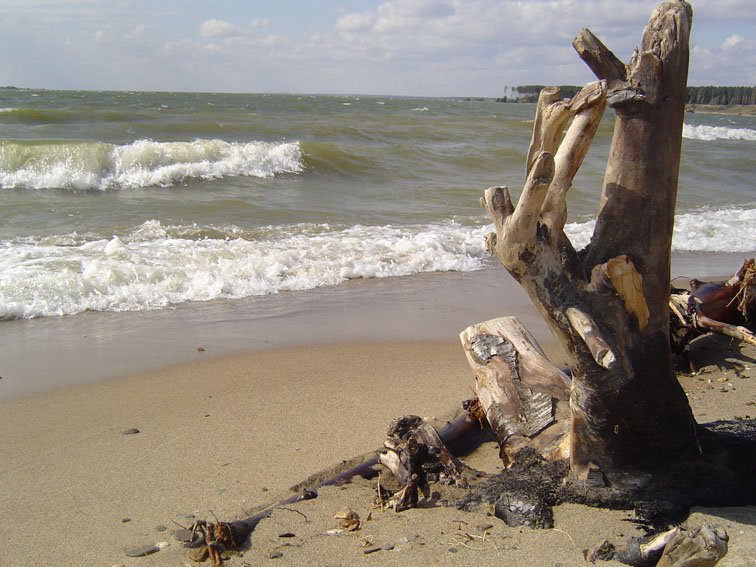
Margem do reservatório, perto de Berdsk
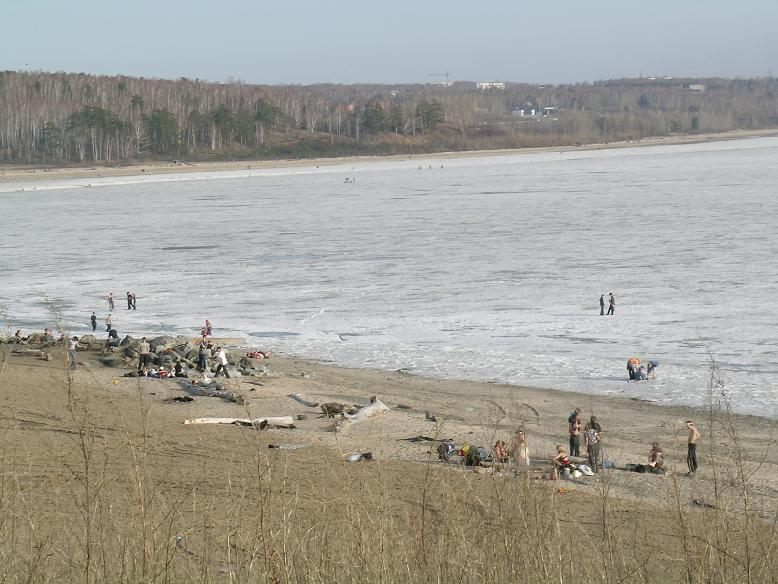
O reservatório na primavera, com banhistas nas praias
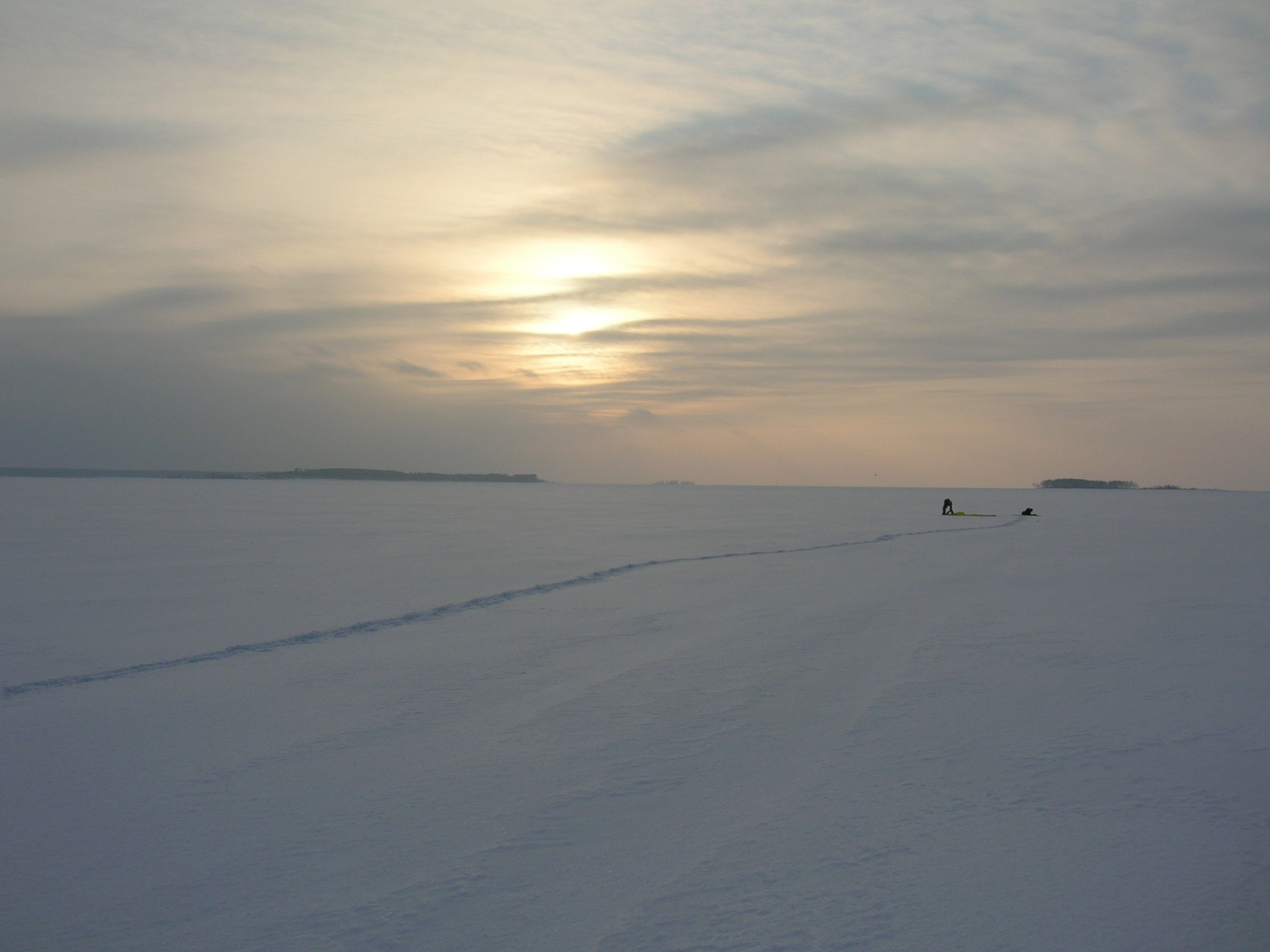
O reservatório congelado no inverno
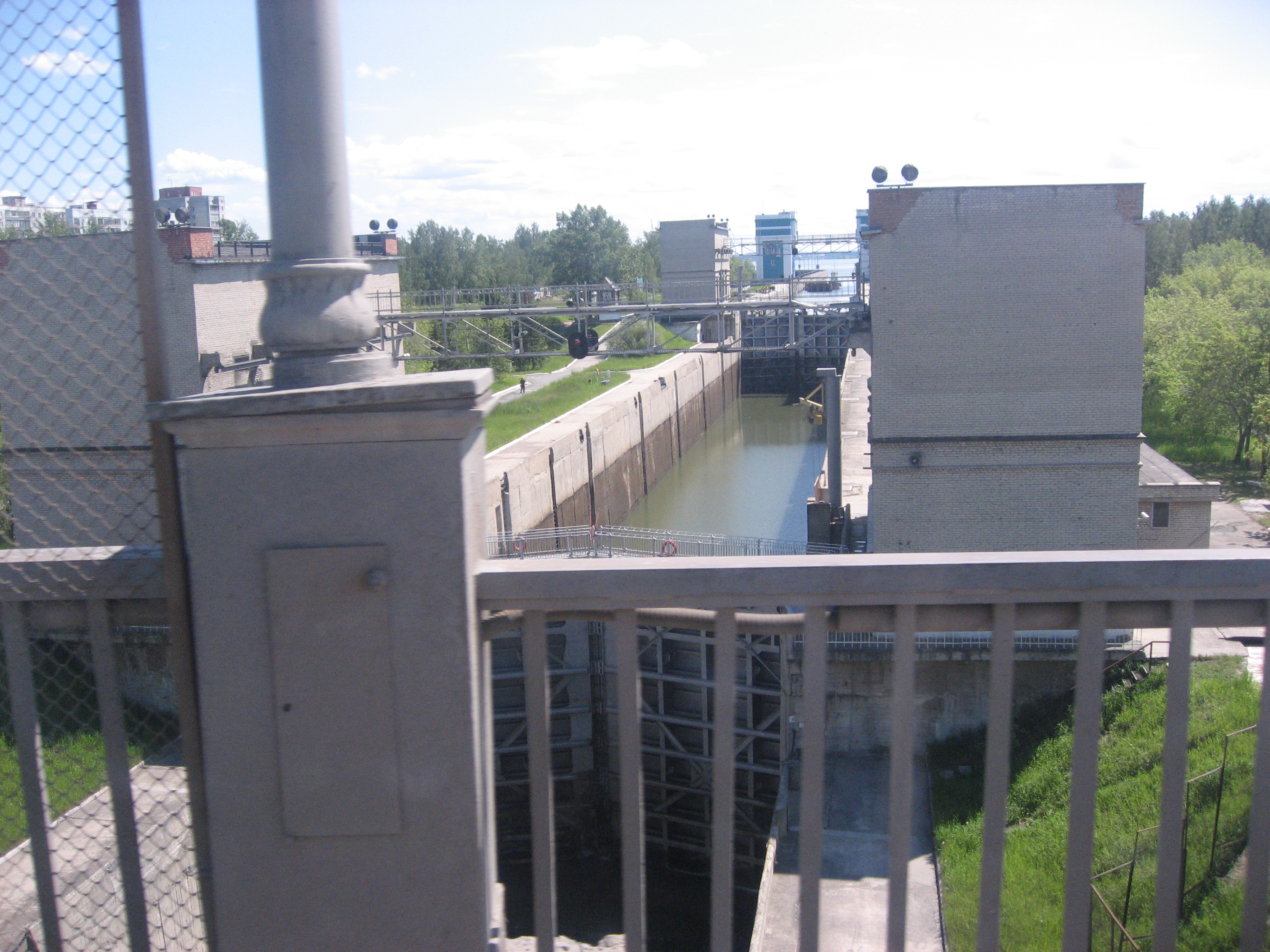
Eclusa do reservatório